# Uzbekistans riksvapen

Uzbekiska SSR:s vapen

Uzbekistans riksvapen antogs den 2 juli 1992 och är designat efter en förlaga i Uzbekiska SSR:s vapen från 1937. Vapnet är cirkelrunt med en krans av vete och bomull, viktiga jordbruksprodukter som även återfinns i Kirgizistans, Tadzjikistans och Turkmenistans statsvapen. Vapnet är försett med en mytologisk fågel, en så kallad huma som breder ut sina vingar som en symbol för lycka och frihet. Under denna syns texten O'zbekiston som betyder just Uzbekistan. Bakom fågeln syns en uppstigande sol. Som en kvarleva från den socialistiska tiden syns en stjärna längst uppe. Men den tidigare socialistiska stjärnan är ersatt med Rub el Hizb-stjärna (۞) som är en symbol för Islam. Inne i stjärnan finns en halvmåne och en stjärna som också symboliserar islam. Bakom fågeln syns två floder som ska vara floderna Amu-Darja och Syr-Darja.
I sin utformning påminner det fortfarande om realsocialistiska staternas vapen. Detta beror på att ett socialistiskt statsvapen har stått som förebild.